# Parafia Matki Bożej Różańcowej w Siemczynie
Parafia pw. Matki Bożej Różańcowej w Siemczynie – rzymskokatolicka parafia należąca do dekanatu Barwice, diecezji koszalińsko-kołobrzeskiej, metropolii szczecińsko-kamieńskiej. Została utworzona 2 października 1945. Siedziba parafii mieści się w Siemczynie pod numerem 68.

## Miejsca święte

### Kościół parafialny
Kościół pw. Matki Bożej Różańcowej w Siemczynie – świątynia z barokową kaplicą z 1699, zbudowana w latach 1854–1856 roku w stylu neogotyckim.

### Kościoły filialne i kaplice
- Kościół pw. Najświętszej Maryi Panny Wspomożenia Wiernych w Piasecznie[1]
- Kościół pw. Najświętszego Serca Pana Jezusa w Rzepowie[1]